# Noircissement des fruits et légumes

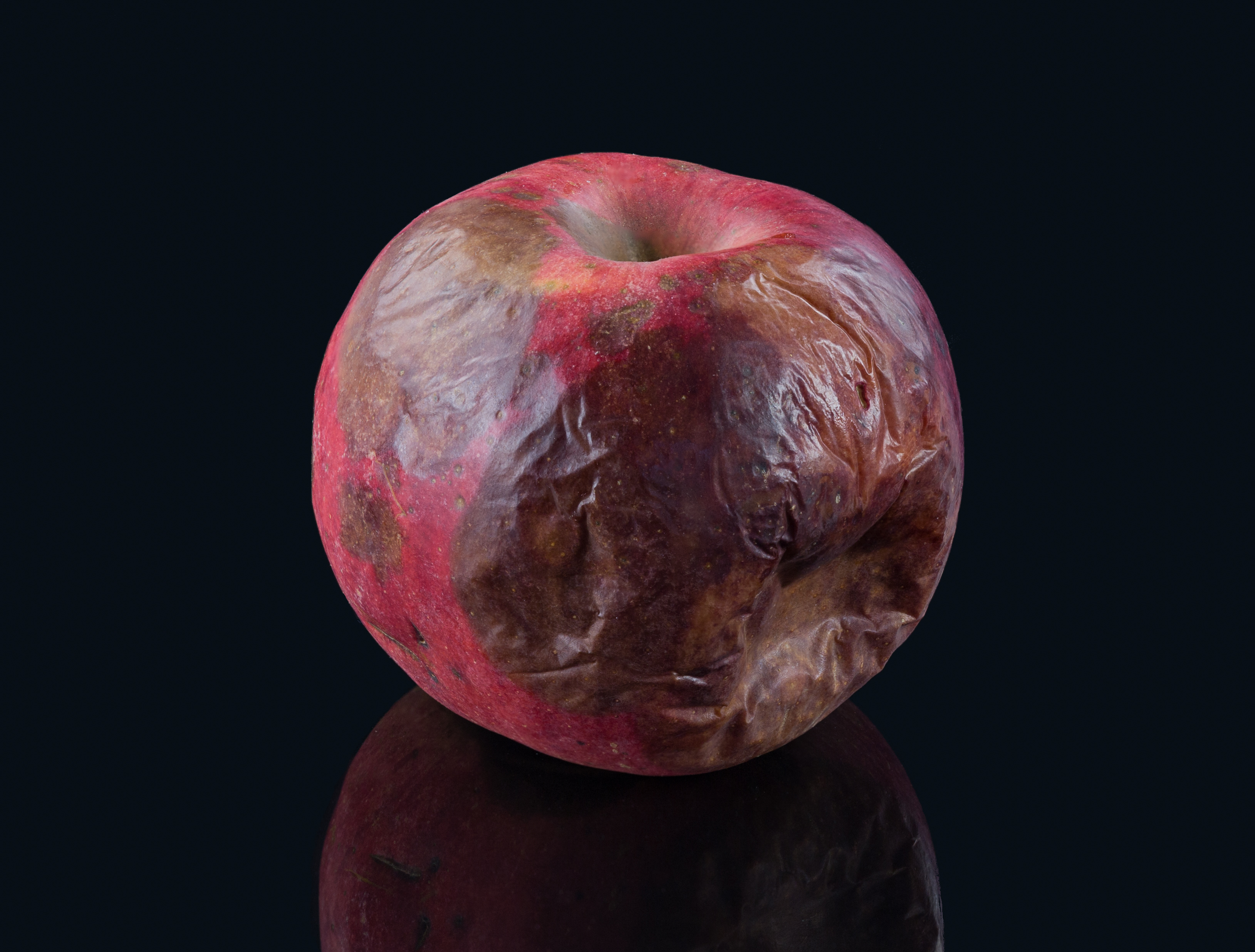
Putréfaction d'une pomme

Les fruits noircissent en processus naturel de germination, un processus enzymatique qui rend la poire blette par exemple. Le fruit devient noir d'abord localement après un choc qui désorganise la circulation de la sève, ce peut être avoir été coupé en morceaux.
Les légumes noircissent par des maladies, des contraintes du milieu ambiant en culture (température), des processus de préparation en cuisine et des oxydations du met fabriqué, ce pourquoi ils sont nappés dans des sauces, ou mis en conserve.

## La coloration des légumes
La coloration des légumes est due à une réaction chimique: Cette coloration est due à la formation d'un complexe formé par l'acide chlorogénique et le fer contenus dans le tubercule après oxydation par l'oxygène de l'air. Elle est contrariée par la présence d'acide citrique, qui forme avec le fer un complexe incolore. Ce phénomène est un caractère variétal, principalement lié au rapport acide chlorogénique / acide citrique, rapport qui peut être affecté par divers facteurs environnementaux, notamment le pH du sol et l'équilibre de la fumure. La variété « Bintje » est très peu sensible au noircissement après cuisson.
Le noircissement après cuisson peut être apprécié par le calcul d'un « index de noircissement après cuisson » basé sur l'évaluation de la couleur d'échantillons avec des cartes de couleurs de référence.

## Pommes de terre
Le tubercule subit des maladies:
- Noircissement interne de la pomme de terre
- Maladies de la pomme de terre
- Cœur noir

Dans l'usage culinaire, le noircissement après cuisson de la pomme de terre est un défaut qui affecte les tubercules après cuisson à l'eau ou à la vapeur.

## Cardons
Le noircissement des cardons se fait le temps de la préparation. Il est évité en épluchant chaque branche et en mettant les morceaux dans de l'eau avec ou sans jus de citron. Le noircissement a lieu aussi après cuisson si l'aliment est à l'air, sa consommation est alors pas recommandée.

## Artichaut
L'artichaut après cuisson dans l'eau subit plus un verdissement néfaste qu'un noircissement. S'il est poêlé en cuisson longue avec un corps gras comme les  artichauts à la barigoule sa conservation est longue.